# 관여자 유씨
관여자 유가씨(중국어: 官女子 劉佳氏, 생년 미상 - 1843년)는 내무부 만주 정백기 기인이다. 전임 이등시위 관명의 딸로, 동릉 총관 내무부 대신 아극당아의 손녀이다. 도광제의 관여자이다.

## 생애
도광 11년 (1831년) 2월 8일, 전직 이등시위 관명의 딸이 만상재(曼常在/滿常在)에 봉해졌고, 2월 29일, 가문에서 사은절을 올렸다. 청궁문서  《내무부.경사방》은 일찍이 "도광 11년 4월 11일, 만상재가 항상 푸른 비단에 팔원화보자 한 쌍을 수놓는다(赏曼常在綉緑緞八元花卉補子一副)"고 표현하여, 만상재가 막 입궁했을 때에는 어느 정도 총애를 받았음을 알 수 있다.
그러나 그해 12월 3일, 태의 하오진시는 맥박을 짚어보고는 자주 휴식을 취하도록 요청했는데, 이는 내열과 냉증, 기침과 풍진의 병으로 온몸이 가려움증, 기침과 가슴통증, 발열과 오한을 유발했다. 도광 13년 6월 18일, 하오진시는 여름에 자주 병이 났고, 내상은 차고 외관은 풍한에 걸렸는데, 이는 바로 더위병이었다. 입궁 후, 몸 상태가 좋지 않고 통증이 많았음을 알 수 있다.
도광 13년 (1833년) 9월, 유답응의 이름은 이미 기록부에 나와있다. 같은 해 12월 1일 《경사방문서》는 총관왕이 주위를 비롯한 은빛과 작은 괴괴절편 두 개를 기록하여, "유답응에게 상을 주지 않기로 약속하고, 나머지는 예에 따라 상으로 준다."고 하였다.
도광 15년 (1835년) 2월 14일, 유답등은 관여자로 좌천되었다. 같은 날 밤, 황후 뉴호록씨는 유관여자를 늦게 알린 일로 도광제에게 면전에서 명령을 받았다. 다음 날, 총관인 하오진시, 왕상청 등은 주필 한 건을 받아, 귀비에게 상시로, 그리고 건청궁, 원명원, 수강궁 등의 총관들에게 이 일을 알도록 전하였다.
유관여자의 식사는 궁녀의 관여자와 같았으며, 매년 궁분 분례는 "단 1필, 춘비 1필, 궁비 1필, 사 1필, 방적 1필, 향세 1필, 목화 2근"이지만, 여전히 후궁으로서 약간의 대우를 유지하여 신변을 돌봐주는 궁녀를 한명 둘 수 있었다. 이 외에도 유관여자에게는 몇 명의 태감도 있었다. 대감고쌍록과 "본가의 시중드는 사람" 왕명은 유관여자에서 매일 번갈아가며 보살폈고, 야간에 경을 탔는데, 일찍이 태감에게 가마를 청하여 혜군왕원의 심부름꾼으로 갔다가 폭설로 장화를 흠뻑 적시고, 유관여자의 처소에 가서 땅을 밟아 적셨다.". 같은 해 3월, 수령 최경은 천백상이 유관여자의 친정으로부터 돈을 받았다는 누명을 썼고, 누명을 쓴 내시는 "2월 14일 이후 유관여자와 미래인이 나에게 편지를 보내왔고, 나에게 물건을 달라고 한 적도 없다"고 진술했다.
도광 22년 6월 12일 유시에 사망했으나, 사후 동릉에 묻히지 못하였다.

## 가족
관여자 유씨의 조부 아극당아 양회염정을 맡은지 10여 년, "사람을 아재신이라 부르며, 과객의 접대를 받아 적어도 500금을 감액하지 않고, 교유하여 천하를 두루 돌아다녔다. 그의 소장 서적과 그림은 30만 금, 금옥주는 20~30만 금, 화훼, 식기, 몇 안은 10만 금, 옷주, 수레와 말은 30만 금, 동복은 백방으로, 막우는 수십 계략으로 관여자 유씨의 집안이 부유함을 알 수 있다.
- 7대조: 유사순(劉思舜) - 정백기 포의기고인. 선양 지방에 세거.
- 5대조: 유환(劉煥)
- 고조부: 유사흥(劉嗣興) - 원래 사고(司庫)를 지냈다
- 증조부: 칠십팔
- 할아버지: 아극당아(阿克當阿) - 건륭 20년에 태어나 내무부 필첩식으로 벼슬에 들어가 광동세관, 화이안관, 구강관 감독, 양회염정, 내무부 대신, 양백기 몽골 부도통, 병부, 공부시랑, 동릉은 내무부 대신 등을 총괄하여 제조처, 창춘원, 옹화궁, 함안궁 등의 사무를 관리하다가 도광 2년에 사망
- 계할머니: 애신각라씨 - 도광 24년 (1844년) 병사
- 아버지: 관명(官明) - 가경 11년, 은혜를 입고 남령시위를 선택하고, 이등시위가 되었다.
- 숙부: 송령(松龄) - 내무부 형사사 주사. 가경 11년에 백당아에게 은혜를 입어 상을 받았고, 그 후 형사사 주사가 되었다. 도광 27년 (1857년), 병으로 사망
- 고모: 화석정신친왕 오이공아의 6남 숙순의 적처
- 여동생: 도광 20년 (1840년), 내무부 수녀 선발에 나갔으나, 떨어졌다.
- 사촌여동생: 숙부 송령의 딸. 함풍 2년 진사 영순의 계처
- 사촌남동생: 다산(多山) - 내무부 도우사 주사. 다명. 내무부 광저수사 필첩식.